# Maciej Tomaszewski
Maciej Dariusz Tomaszewski (ur. 8 września 1961 w Szczecinie) – polski aktor teatralny, telewizyjny i filmowy.
27 marca 2022, w Międzynarodowy Dzień Teatru, w Centrum Sztuk Performatywnych Piekarnia został uhonorowany przez prezydenta Wrocławia za swoją pracę i osiągnięcia artystyczne „Merito de Wratislavia”.

## Życiorys

### Wczesne lata
Urodził się i wychowywał w Szczecinie. Po ukończeniu szkoły średniej, zdawał do „Łódzkiej Filmówki”, ale się nie dostał. Wkrótce otrzymał list od Aliny Obidniak i prof. Mieczysławy Walczak-Deleżyńskiej, które nie zgodziły się z werdyktem egzaminujących, i zaproponowały pracę na etacie adepta w jeleniogórskim Teatrze im. Norwida, gdzie w 1981 wystąpił w spektaklu Edyp królem Sofoklesa w reżyserii Wojciecha Kopcińskiego jako chórzysta, inscenizacji dla dzieci Słoneczny kraj Stanisława K. Stopczyka w reż. Wojciecha Kopcińskiego i przedstawieniu Opowieści Lasku Wiedeńskiego Ödöna von Horvátha w reż. Włodzimierza Nurkowskiego. Miał zdawać egzamin eksternistyczny. Jednak dzięki rodzicom, którzy uparli się, żeby zdawał na studia, ostatecznie w 1985 ukończył wrocławski Wydział Aktorski Państwowej Wyższej Szkoły Teatralnej im. Ludwika Solskiego.

### Kariera
W 1985 zadebiutował na scenie Teatru Współczesnego im. Edmunda Wiercińskiego we Wrocławiu, w Lekcji Pruskiego Adolfa Nowaczyńskiego. W 1987 otrzymał ministerialną Nagrodę Artystyczną Młodych im. Wyspiańskiego za rolę Jaszy Mazura w Sztukmistrzu z Lublina. Jest czterokrotnym laureatem wrocławskiej nagrody „Złota Iglica”.
Na dużym ekranie wystąpił m.in. w filmie Jacka Koprowicza Alchemik (1988) u boku Olgierda Łukaszewicza i Michała Bajora.
Grał także gościnnie w Centrum Sztuki przy Teatrze Dramatycznym w Legnicy (1994), Teatrze Muzycznym-Operetce Wrocławskiej we Wrocławiu (1998), Teatrze Polskim w Szczecinie (2002–2006), gdzie zagrał m.in. tytułową rolę w Fauście Goethego, Johna Proctora w Czarownicach z Salem, oraz szekspirowskiego Hamleta na dziedzińcu Zamku Książąt Pomorskich (2006), za którego otrzymał nominację do Bursztynowego Pierścienia, Teatrze Rozmaitości w Warszawie (2003–2004) i warszawskim Teatrze Rampa na Targówku (2004).
W 2003 otrzymał nagrodę aktorską za rolę Stuarta w spektaklu Zwycięstwo na II Festiwalu Prapremier w Bydgoszczy.
Stworzył kreację Marka Żukowskiego, lekarza ginekologa w telenoweli Polsatu Pierwsza miłość.
Obecnie wciela się w Zbigniewa Kalickiego w serialu TV4 Sprawiedliwi – Wydział Kryminalny.

## Role teatralne
| Rok  | Tytuł                                                   | Autor                       | Rola                                | Reżyser                | Teatr                                              |
| ---- | ------------------------------------------------------- | --------------------------- | ----------------------------------- | ---------------------- | -------------------------------------------------- |
| 1981 | Edyp królem                                             | Sofokles                    | chórzysta                           | Wojciech Kopciński     | Teatr im. Cypriana Kamila Norwida w Jeleniej Górze |
| 1981 | Słoneczny kraj                                          | Stanisław K. Stopczyk       |                                     | Wojciech Kopciński     | Teatr im. Cypriana Kamila Norwida w Jeleniej Górze |
| 1981 | Opowieści Lasku Wiedeńskiego                            | Ödön von Horváth            | zespół kabaretu                     | Włodzimierz Nurkowski  | Teatr im. Cypriana Kamila Norwida w Jeleniej Górze |
| 1986 | Sztukmistrz z Lublina                                   | Isaac Bashevis Singer       | Jasza Mazur                         | Jan Szurmiej           | Wrocławski Teatr Współczesny                       |
| 1988 | Samobójcy                                               | Nikołaj Erdman              | Diakon                              | Jerzy Jarocki          | Wrocławski Teatr Współczesny                       |
| 1991 | Ślub                                                    | Witold Gombrowicz           | Pijak/Dostojnik-Zdrajca/Zbir        | Andrzej Makowiecki     | Wrocławski Teatr Współczesny                       |
| 1991 | Opera za trzy grosze                                    | Bertolt Brecht              | Matyjas                             | Jan Błeszyński         | Wrocławski Teatr Współczesny                       |
| 1992 | Wyspy Galapagos                                         | Helmut Kajzar               | Jerzy                               | Jacek Orłowski         | Wrocławski Teatr Współczesny                       |
| 1994 | Wariat i zakonnica                                      | Stanisław Ignacy Witkiewicz | Dr Grun                             | Krzysztof Jasiński     | Centrum Sztuki-Teatr Dramatyczny Legnica           |
| 1994 | Czarownice z Salem                                      | Arthur Miller               | John Proctor                        | Jacek Bunsch           | Wrocławski Teatr Współczesny                       |
| 1995 | Lot nad kukułczym gniazdem                              | Dale Wasserman              | Ruckly                              | Jan Buchwald           | Wrocławski Teatr Współczesny                       |
| 1995 | Antygona w Nowym Jorku                                  | Janusz Głowacki             | Sasza                               | Zbigniew Lesień        | Wrocławski Teatr Współczesny                       |
| 1995 | Aktor                                                   | Cyprian Kamil Norwid        | Erazm                               | Maciej Prus            | Teatr Telewizji                                    |
| 1996 | Xięga bałwochwalcza                                     | Bruno Schulz                | Dr Gotard                           | Jacek Bunsch           | Wrocławski Teatr Współczesny                       |
| 1996 | Wiśniowy sad                                            | Anton Czechow               | Jermołaj Łopachin                   | Andro Enukidze         | Wrocławski Teatr Współczesny                       |
| 1997 | Śledztwo                                                | Stanisław Lem               | Pisarz                              | Waldemar Krzystek      | Teatr Telewizji                                    |
| 1998 | Kordian                                                 | Juliusz Słowacki            | Szatan/Papież/Car                   | Jarosław Ostaszkiewicz | Wrocławski Teatr Współczesny                       |
| 1999 | Zmierzch                                                | Isaak Babel                 | Benia                               | Krystyna Meissner      | Wrocławski Teatr Współczesny                       |
| 1999 | Kosmos                                                  | Witold Gombrowicz           | Ojciec                              | Paweł Miśkiewicz       | Wrocławski Teatr Współczesny                       |
| 2000 | Pod drzwiami                                            | Wolfgang Borchert           | Przedsiębiorca pogrzebowy z czkawką | Paweł Szkotak          | Wrocławski Teatr Współczesny                       |
| 2000 | Czerwony szalik                                         | Jacek Papis                 | Podróżny                            | zespół                 | Wrocławski Teatr Współczesny                       |
| 2000 | Miłość na Madagaskarze                                  | Peter Turrini               | Szef Konsorcjum                     | Waldemar Krzystek      | Teatr Telewizji                                    |
| 2000 | Nas troje                                               | Marek Koterski              | Adam                                | Marek Koterski         | Teatr Telewizji                                    |
| 2001 | Historia Jakuba                                         | Stanisław Wyspiański        | Anioł Czarny                        | Piotr Cieplak          | Wrocławski Teatr Współczesny                       |
| 2001 | Romeo i Julia                                           | William Shakespeare         | Capuleti                            | Rimas Tuminas          | Wrocławski Teatr Współczesny                       |
| 2002 | Wizyta starszej pani                                    | Friedrich Dürrenmatt        | Mąż VII                             | Waldemar Krzystek      | Teatr Telewizji                                    |
| 2003 | Przypadek Klary                                         | Dea Loher                   | Georg                               | Magdalena Łazarkiewicz | Teatr Telewizji                                    |
| 2003 | Hamlet                                                  | William Shakespeare         | Hamlet                              | Adam Opatowicz         | Teatr Polski w Szczecinie                          |
| 2003 | Królewna Orlica                                         | Tadeusz Miciński            | Twardowski                          | Krystyna Meissner      | Wrocławski Teatr Współczesny                       |
| 2003 | Zwycięstwo                                              | Howard Barker               | Karol Stuart, Żebrak                | Helena Kaut-Howson     | Wrocławski Teatr Współczesny                       |
| 2003 | Dybuk. Między dwoma światami                            | Szymon An-ski               | Reb Mendel                          | Krzysztof Warlikowski  | TR Warszawa                                        |
| 2003 | Faust                                                   | Johann Wolfgang von Goethe  | Faust                               | Ryszard Major          | Teatr Polski w Szczecinie                          |
| 2004 | Sen nocy letniej                                        | William Shakespeare         | Oberon                              | Adam Opatowicz         | Teatr Polski w Szczecinie                          |
| 2004 | Niskie Łąki                                             | Piotr Siemion               | Carlos współczesny                  | Waldemar Krzystek      | Wrocławski Teatr Współczesny                       |
| 2005 | Nakręcana pomarańcza                                    | Anthony Burgess             | Ef, Więzień                         | Jan Klata              | Wrocławski Teatr Współczesny                       |
| 2005 | Nie do pary                                             | Andrew Bovell               | John                                | Agnieszka Olsten       | Wrocławski Teatr Współczesny                       |
| 2005 | Wschody i zachody miasta                                | Robert Urbański             | Max Mendelssohn                     | Jacek Głomb            | Teatr Telewizji                                    |
| 2006 | Uciekający samolot                                      | Kamen Donev                 | Wodny                               | Jarosław Tumidajski    | Wrocławski Teatr Współczesny                       |
| 2007 | Orkiestra „Titanic”                                     | Christo Bojczew             | Harry                               | Krystyna Meissner      | Wrocławski Teatr Współczesny                       |
| 2008 | Powrót do domu                                          | Harold Pinter               | Teddy                               | Artur Urbański         | Wrocławski Teatr Współczesny                       |
| 2008 | Bat Yam                                                 | Amit Epstein, Yael Ronen    | Dawid                               | Yael Ronen             | Wrocławski Teatr Współczesny                       |
| 2010 | Trans-Atlantyk                                          | Witold Gombrowicz           | Minister                            | Jarosław Tumidajski    | Wrocławski Teatr Współczesny                       |
| 2011 | Pożegnanie jesieni                                      | Stanisław Ignacy Witkiewicz | Starzec 3                           | Piotr Sieklucki        | Wrocławski Teatr Współczesny                       |
| 2012 | Według Bobczyńskiego                                    | Mikołaj Gogol               | Ten Niemiec                         | Agata Duda-Gracz       | Wrocławski Teatr Współczesny                       |
| 2012 | Hopla, żyjemy!                                          | Krystyna Meissner           |                                     | Krystyna Meissner      | Wrocławski Teatr Współczesny                       |
| 2013 | Życie jest snem                                         | Pedro Calderón de la Barca  | Basilio                             | Lech Raczak            | Wrocławski Teatr Współczesny                       |
| 2014 | Bramy raju                                              | Jerzy Andrzejewski          | Aleksy                              | Paweł Passini          | Wrocławski Teatr Współczesny                       |
| 2015 | Dziwny pasażer                                          | Tymoteusz Karpowicz         | Policjant II                        | Andrzej Ficowski       | Wrocławski Teatr Współczesny                       |
| 2015 | Odejście Głodomora                                      | Tadeusz Różewicz            | Impresario                          | Andrzej Ficowski       | Wrocławski Teatr Współczesny                       |
| 2015 | Audiencja III czyli Raj Eskimosów                       | Bogusław Schaeffer          |                                     | Wojciech Ziemiański    | Teatr im. Cypriana Kamila Norwida w Jeleniej Górze |
| 2016 | Gwiazda                                                 | Helmut Kajzar               | Gwiazda                             | Krzysztof Czeczot      | Wrocławski Teatr Współczesny                       |
| 2016 | Silesia, Silentia                                       | Lidia Amejko                | Dia-Mat                             | Marek Fiedor           | Wrocławski Teatr Współczesny                       |
| 2016 | Jak to dobrze, że mamy pod dostatkiem                   | Helmut Kajzar               | Faust-Mefisto                       | Katarzyna Szyngiera    | Wrocławski Teatr Współczesny                       |
| 2017 | Skrzywienie kręgosłupa. Wieczór dla osób z wadą postawy | Ingrid Lausund              | Papa                                | Natalia Sołtysik       | Wrocławski Teatr Współczesny                       |
| 2017 | Panna Nikt                                              | Tomasz Tryzna               | Tata Ewy/Minister Wojny             | Paweł Passini          | Wrocławski Teatr Współczesny                       |
| 2017 | Kandyd                                                  | Leonard Bernstein           | Wolter                              | Hanna Marasz           | Opera Wrocławska                                   |
| 2018 | Pani Furia                                              | Grażyna Plebanek            | Minister                            | Krzysztof Czeczot      | Wrocławski Teatr Współczesny                       |
| 2018 | Garbus                                                  | Sławomir Mrożek             | Garbus                              | Marek Fiedor           | Wrocławski Teatr Współczesny                       |
| 2019 | Magnolia                                                | Paul Thomas Anderson        | Nestor Krok                         | Krzysztof Skonieczny   | Wrocławski Teatr Współczesny                       |
| 2019 | Łatwo nie będzie                                        | Jean-Claude Islert          | Eduardo, wykładowca matematyki      | Wojciech Dąbrowski     | Wrocławski Teatr Komedia                           |

### Filmografia
- 1982: Rewir (etiuda szkolna) – obsada aktorska
- 1985: Och, Karol – nowy narzeczony Marii
- 1988: Gdzieśkolwiek jest, jeśliś jest... – ksiądz unicki z majątku Hulanickich
- 1988: Sprzedawca chleba – obsada aktorska
- 1988: Alchemik sendivius – Conaro
- 1991: Co u pana słychać? (spektakl telewizyjny) – reżyser
- 1995: Aktor (spektakl telewizyjny) – Erazm
- 1997: Śledztwo (etiuda szkolna) – pisarz
- 1997: Sława i chwała – malarz Henryk Antoniewski (odc. 3-4)
- 1998−1999: Życie jak poker – Kevin, mąż Sandry
- 2000: Świat według Kiepskich
  - Dejwid Koperfilc (odc. 55)
  - lekarz pogotowia (odc. 74)
- 2000: Nie ma zmiłuj – mężczyzna dokonujący naboru do Vin-Netu
- 2000: Nas troje (spektakl telewizyjny) – Adam
- 2000: Miłość na Madagaskarze (spektakl telewizyjny) – prezes konsorcjum
- 2002: Wizyta starszej pani (spektakl telewizyjny) – mąż VII – Moby
- 2002: Na dobre i na złe – Jerzy Fajewski (odc. 112)
- 2002: Dzień świra – lekarz przepisujący Adasiowi leki antydepresyjne
- 2002–2003: Gorący temat – Roman Dereń
- 2003: Przypadek Klary (spektakl telewizyjny) – Georg
- 2003: Fala zbrodni – Bojarski, prawdziwy właściciel klubu Rio (odc. 5)
- od 2004: Pierwsza miłość – Marek Żukowski
- 2005: Wschody i zachody miasta (spektakl telewizyjny) – Max Mendelssohn, ojciec Elsy
- 2005: Świat według Kiepskich – mecenas Weserman (odc. 216)
- 2008: Poemat (etiuda szkolna) – właściciel galerii sztuki
- 2010: Requiem zagubionych dusz – Wiktor
- 2011: Sala samobójców – Lewandowski, lekarz w szpitalu psychiatrycznym
- 2011: Głęboka woda – dyrektor liceum (odc. 3)
- 2011: Dass – Hendel
- 2012: Galeria – Kaziutek (odc. 47)
- 2013: Śliwowica – Marek Żukowski
- 2014: Na dobre i na złe – profesor Zaręba (odc. 576)
- 2015: Prawo Agaty – prezes Tadeusz Gronowski (odc. 91)
- 2015: Chryzantemy – Schmidt
- 2016: Stolik (serial telewizyjny) – mężczyzna
- 2016: Ojciec Mateusz – Jerzy Wardowski (odc. 188)
- od 2017: Policjantki i policjanci – prokurator Jan Zieliński
- 2017: Ptaki śpiewają w Kigali – urzędnik
- 2017: Belfer – Kazimierz Drawicz, ojciec Iwo (odc. 1-3)
- 2018: Ślad  – Artur Zarzycki, członek Rady Miasta Wrocławia (odc. 8)

### Dubbing
- 2009: 1000 złych uczynków – Lucyfer
- 2009: Włatcy móch: Ćmoki, czopki i mondzioły – Hrabia von Etoh
- 2008: Włatcy móch – korespondent wojenny (odc. 46-47)
- 2011: Tato! Tato! Tato! – Tato Orzeł (Leon)
- 2011: Koszmarny Karolek